# Libnotes (Libnotes) semperi
Libnotes (Libnotes) semperi is een tweevleugelige uit de familie steltmuggen (Limoniidae). De soort komt voor in het Oriëntaals gebied.